# Mitoplinthus caliginosus
Espèce
Mitoplinthus caliginosus est une espèce de coléoptères de la famille des Curculionidae. Endémique des forêts d'Europe, c'est un coléoptère de couleur sombre, saproxylique, c'est-à-dire réalisant tout ou partie de son cycle de vie dans le bois en décomposition.

## Sous-espèces
Selon GBIF (24 avril 2021) et l'INPN (24 avril 2021) :
- Mitoplinthus caliginosus caliginosus
- Mitoplinthus caliginosus meridionalis Meregalli, 1986

## Taxonomie
Cette espèce est d'abord classée dans le genre Curculio sous le basionyme Curculio caliginosus par l'entomologiste danois Johan Christian Fabricius en 1775,.
Mitoplinthus caliginosus a pour synonymes :
- Curculio caliginosus Fabricius, 1775
- Mitoplinthus caliginosus Fabricius, 1775
- Plinthus caliginosus Fabricius, 1775